# Simon Ghraichy
Simon Ghraichy (26 de septiembre de 1985) es un pianista libanés-mexicano de música clásica nacido en 1985 y radicado en París.

## Biografía
Después de su infancia y adolescencia cosmopolita (Líbano, México, Canadá), Simon Ghraichy descubre París y el conservatorio regional de Boulogne-Billancourt a los 16 años. Después, fue admitido en el Conservatorio de París (CNSMDP) en 2004 y en la Academia Sibelius de Helsinki en 2008, en las clases de los profesores Michel Beroff, Daria Hovora, Cyprien Katsaris y Tuija Hakkila. Simon participó también a clases magistrales con pianistas internacionales como Jean-Philippe Collard, Gergely Bogányi y Jerome Lowenthal.
Paralelamente, Simon Ghraichy recibe varios premios internacionales especialmente en el Concurso BNDES (Banco de Brasil) en Río de Janeiro, el concurso Manuel M. Ponce en Toluca y también el premio de la Fundación Cziffra.

## Carrera profesional
Su carrera lleva un auge internacional en 2010 con la publicación de la nota del periodista cultural del Wall Street Journal, Robert Hughes, que admiró especialmente su interpretación de las Reminiscencias de Don Juan de Liszt.
Desde entonces, tocó en varios festivales como el Festival Internacional de la UniSA en Sudáfrica, el Festival EXIT en Serbia, el Festival Isang Yun en Corea del Sur y el festival Steinway Emerging Talents en Sídney, el La Sala Cortot, Museo de Orsay y varios festival en Francia, el Vredenburg Leeuwenbergh y el Eindhoven Concertgebouw en Holanda, el MUNAL en la Ciudad de México.
Es regularmente invitado como solista con orquestas:
Orquesta Sinfónicas del Estado de México (OSEM), Orquesta Sinfónica de Brasil, Orquesta Sinfónica Nacional de Cuba, Orquesta Sinfónica de El Cairo, Orquesta Sinfónica del Líbano, Orquesta Sinfónica de Almaty, Orquesta Sinfónica Juvenil de Guadalajara,.